# Järn(III)sulfat
Järn(III)sulfat (Fe2(SO4)3) är en förening av trevärt järn (Fe3+) och sulfatjoner (SO42–). Det förekommer naturligt i ett flertal mineral, bland andra coquimbit.
Järn(III)sulfat har också hittats på planeten Mars av marksonderna Spirit och Opportunity. Förutom att det påvisar de mycket oxiderande egenskaperna hos Mars atmosfär orsakade det också stora problem för sondernas rörlighet.[källa behövs]
| Fe3+ Fe3+      |
| Strukturformel |

## Framställning
Järn(III)sulfat kan framställas genom att tillföra svavelsyra (H2SO4) och ett oxidationsemedel (till exempel väteperoxid) till en het järn(II)sulfat-lösning. Oxidationsmedlet oxiderar Fe2+ till Fe3+ och svavelsyran tillför den extra sulfatjon som behövs.
{\displaystyle {\rm {2\ FeSO_{4}+H_{2}O_{2}+H_{2}SO_{4}\rightarrow Fe_{2}(SO_{4})_{3}+2\ H_{2}O}}}

## Användning
- Tillsammans med kaliumsulfat eller ammoniumsulfat bildar järn(III)sulfat ämnet järnalun (KFe[SO4]2) som används som indikator inom argentometri.
- I medicin används ämnet som adstringent och för aggregation.
- Det används också vid avloppsrening som flockbildningsmedel.